# آرثر كوري
آرثر كوري (بالإنجليزية: Arthur Cory) هو سياسي أمريكي، ولد في 6 يوليو 1880 في الولايات المتحدة، وتوفي في 6 يوليو 1974 في أوريغون في الولايات المتحدة. حزبياً، نشط في الحزب الجمهوري. وقد انتخب عضو مجلس نواب واشنطن.